# Leucanitis obfusca
Leucanitis obfusca là một loài bướm đêm trong họ Noctuidae.